# Кузов вагонного типа
Кузов вагонного типа — тип кузова локомотива, когда не только ограждается оборудование, но и отведено пространство для прохода и доступа к этому оборудованию во время движения. Конструктивно схож с кузовом крытого вагона, за что и получил название. На американских, британских и австралийских железных дорогах данный тип кузова получил название «Boxcab» за сходство с ящиком (англ. Box).
Применялся и применяется на всех типах локомотивов, преимущественно на тепловозах и электровозах; на паровозах применялся очень редко (например, советский В5).

## Конструкция
Кузов вагонного типа состоит из лобовой, боковых и торцевой стенок и крыши. По периметру основания он опирается на раму. В передней части расположена кабина машиниста (односекционные локомотивы, за редким исключением, имеют две кабины). Также возможно наличие торцевых площадок, как, например, у электровозов сурамского типа. Также выделяют кузов несущего типа, который воспринимает часть нагрузок, возникающих при движении, что позволяет снизить вес рамы и локомотива в целом, хотя при этом усложняется конструкция кузова, а следовательно и её проектирование. Возможна и частичная разгрузка рамы за счёт части продольных элементов кузова, например, нижней части боковых стенок. Обшивка кузова на ранних конструкциях была деревянной; позже её стали обшивать сталью, а впоследствии начали применяться цельнометаллические конструкции.

## Применение
Кузов вагонного типа обеспечивает защиту от погодных условий не только расположенного в нём оборудования, но и служебных проходов по локомотиву, что особенно важно во время движения, когда локомотивной бригаде требуется выполнять наблюдение за работой данного оборудования. В связи с этим такая конструкция получила широкое распространение на поездных локомотивах, к тому же расположение кабины в передней части облегчает наблюдение за сигналами и за состоянием пути. Однако при движении назад ситуация уже меняется на противоположную, поэтому необходима смена кабины, а в случае, если это односекционный локомотив с одной кабиной (например, советский ТЭП10Л) — разворот всего локомотива. В связи с этим на маневровых локомотивах данная разновидность кузова не получила распространения, в отличие от капотного.